# Eugnosta fraudulenta
Eugnosta fraudulenta es una especie de polilla de la tribu Cochylini, familia Tortricidae. Fue descrita científicamente por Razowski & Becker en 2007. El nombre de la especie se refiere a los caracteres de los genitales y se deriva del latín fraudulenta (que significa engañoso).
Su envergadura es de 9-14 mm. Las alas anteriores son blanquecinas con tintes gris castaño y con lunares marrones. Las alas posteriores son blanquecinas con gris castaño.

## Distribución
Se encuentra en Indias Occidentales Británicas. También en Honduras y Cuba.